# Каліна (Румунія)
Каліна (рум. Calina) — село у повіті Караш-Северін в Румунії. Входить до складу комуни Догнеча.
Село розташоване на відстані 357 км на захід від Бухареста, 17 км на південний захід від Решиці, 69 км на південний схід від Тімішоари.

## Населення
За даними перепису населення 2002 року у селі проживали 116 осіб, усі — румуни. Усі жителі села рідною мовою назвали румунську.